# 呂麗紅
呂麗紅（英語：Lilian Lui Lai Hung），外號神奇呂俠，香港教育界人士，因以全香港最低校長薪酬（$4500），成功挽救元朗錦田元岡幼稚園避免殺校危機，成為香港教育界傳奇人物。

## 生平
呂麗紅出身基層家庭，自小於大埔泮涌村長大。她的家中一共有六兄弟姊妹，自己排行第五。她在就讀泮涌公立小學時已經到市區工作幫補家計，在工廠負責製作香水蓋、電鍍手鐲等。呂麗紅在大埔三育中學中五畢業後投身幼兒教育工作，其後半工讀修讀幼兒教育文憑，2007年拿到教育學位。原本擔任愉景灣國際幼稚園主任，2008年因患有甲狀腺水囊腫瘤而提早退休，計劃與丈夫環遊世界。 
2009年因看到報章報道元朗錦田只剩下五名學生的元岡幼稚園，以全港最低薪$4,500聘請校長，若無人接手便要關閉。呂麗紅決定打消退休念頭，應聘全港最低薪校長(最低工資實施後，仍收舊價)，故事被報章及無綫電視節目《星期二檔案》報道，其故事在香港廣泛流傳，在香港社會引起很大迴響，各界紛紛捐款給元岡幼稚園，並且有義工隊為元岡幼稚園進行翻新。 
呂麗紅不但成功挽救幼稚園避免殺校，六年間學生人數更由5人變成64人，她把國際學校推崇的「蒙特梭利教學法」搬到元岡幼稚園，著重啟發孩子的五官感覺，在教育界贏得口碑。
2015年獲香港特區政府頒發行政長官社區服務獎狀。
2016年4月，呂麗紅獲頒香港教育學院榮譽院士。

## 相關影視形象
由關信輝執導的香港電影《五個小孩的校長》原型是改編自呂麗紅的真實故事，其角色由影后楊千嬅飾演。於2015年3月19日在香港公映，一星期票房已突破一千萬，最終票房超過4,600萬成為2015年香港票房冠軍，以及香港本地片票房第12名，並且令呂麗紅的故事再次成為熱門話題。